# Innocente Cantinotti

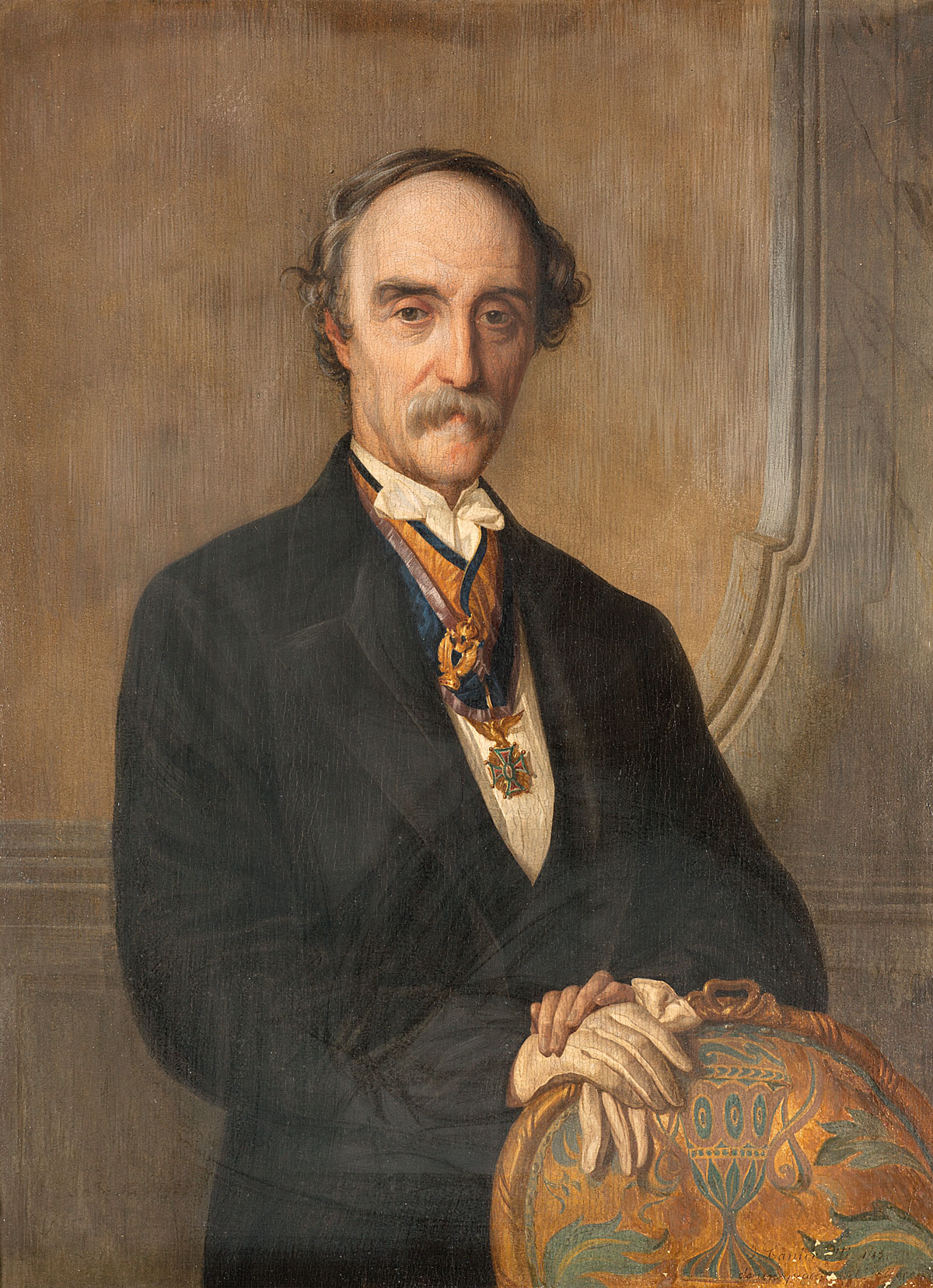
Ritratto del conte Galeazzo Manna Roncadelli, 1925 (Fondazione Cariplo)

Innocente Cantinotti (Milano, 1877 – Milano, 1940) è stato un pittore italiano.

## Biografia
Nella città natale lavora come apprendista nella bottega di vetrate di Pompeo Bertini e s'iscrive all'Accademia di Belle Arti di Brera, frequentando i corsi di Raffaele Casnedi, Giuseppe Bertini e Giuseppe Mentessi. Sotto la direzione di quest'ultimo nel 1898 partecipa alla realizzazione del Trittico dei ferrovieri per il salone della Società Nazionale Mutuo Soccorso fra Ferrovieri e Lavoratori dei Trasporti a Milano. Di idee socialiste, partecipa al vivace clima intellettuale della Famiglia Artistica, di cui è socio e alle cui manifestazioni annuali espone ritratti e disegni a sanguigna. Dagli inizi fino agli anni Venti del nuovo secolo condivide con Guido Zuccaro e Giovanni Buffa la fortunata esperienza nella ditta di vetrate artistiche diretta da Giovanni Beltrami. Partecipa regolarmente alle mostre della Società per le Belle Arti ed Esposizione Permanente e alle manifestazioni braidensi tra cui la IV Triennale del 1900 dove vince il Premio Gavazzi e la Nazionale del 1906; nel 1903 e 1905 partecipa inoltre all'Esposizione internazionale d'arte di Venezia.